# ГЕС Кюрбан
ГЕС Кюрбан (фр. Curbans) — гідроелектростанція на південному сході Франції. Знаходячись між ГЕС Сер-Понсон (вище за течією) та ГЕС Сістерон, входить до каскаду ГЕС на річці Дюранс (ліва притока Рони), яка на цій ділянці дренує суміжні райони Альп Дофіне та Котських Альп.
Станція працює на основі типової для більшості ГЕС каскаду схемі з відведенням ресурсу до дериваційного каналу, піднятого за допомогою дамб над довколишньою місцевістю. Річище перекрили греблею Еспінасс  заввишки 19 м та завдовжки 270 м, що містила чотири водопропускних шлюзи. Вона утримує невелике сховище об'ємом 8 млн м3, з якого бере початок прокладений по лівобережжю канал завдовжки 5,25 км. З обох боків його оточують земляні дамби, що мають максимальну висоту до 23 (права) та 25 (ліва) м, товщину від 4 до 85 м та потребували для спорудження 2,4 млн м3 матеріалу. Ширина каналу становить 9 м (по дну) та від 43 до 50 м по поверхні. В долині струмка Torrent-de-Clapouse (ліва притока Дюрансу) канал завершується переходом у підземний тунель до машинного залу, розташованого за 9 км далі на захід. Така схема створює напір у 83 метри.
Машинний зал станції обладнано трьома турбінами типу Френсіс загальною потужністю 142 МВт, які забезпечують річну виробітку на рівні 0,45 млрд кВт-год.
Управління роботою станції здійснюється з диспетчерського центру на ГЕС Сент-Тюль.